# Lucien Guitry
Lucien Germain Guitry (ur. 13 grudnia 1860 w Paryżu, zm. 1 czerwca 1925 tamże) – francuski aktor teatralny.
Od 1878 występował w paryskich teatrach, 1882-1891 w teatrach w Petersburgu, później ponownie w Paryżu. W latach 1902–1910 był dyrektorem Théâtre de la Renaissance. Grał główne role w sztukach Moliera (Arnolf - Szkoła żon, Tartuffe - Świętoszek), Edmonda Rostanda (Kogut - Chantecler) oraz w sztukach współczesnych, w większości autorstwa swojego syna – Sachy.